# Amiral Kornilov
Pour les articles homonymes, voir Kornilov.
L’Amiral Kornilov (en russe : Адмирал Корнилов) est un croiseur qui faisait partie de la Marine impériale russe. Ce croiseur devait son nom à l'amiral  Vladimir Alexeïevitch Kornilov.
Construit au chantier naval de Saint-Nazaire en France, l’Amiral Kornilov est lancé le 9 avril 1887 et mis en service en 1888.
D'une longueur de 112,06 mètres, d'une largeur de 14,08 mètres, un tirant d'eau de 7,08 mètres, l’Amiral Kornilov déplaça à vide 4 950 tonnes, et entièrement équipé 5 863 tonnes.

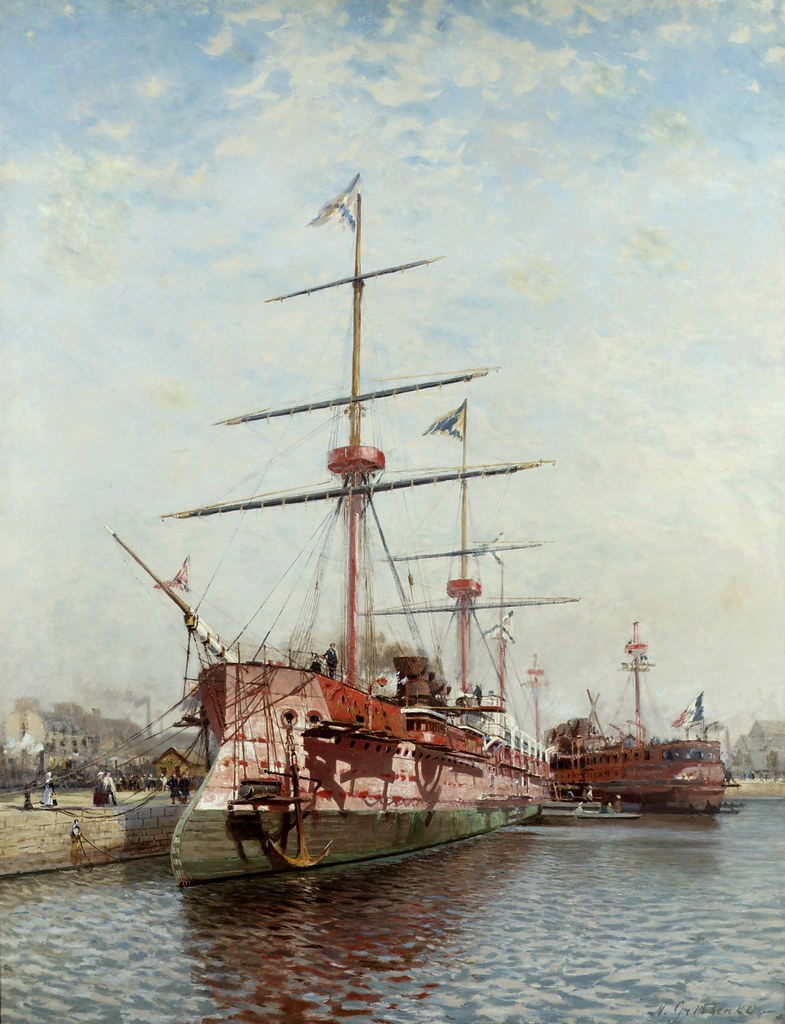
L'Amiral Kornilov à quai à Saint-Nazaire. Peinture de Nicolas Gritsenko, 1887.

Son armement se composait de 14 canons de 152 mm, 10 de 152 mm, 6 de 47 mm et de 6 tubes lance-torpilles de 381 mm. En 1904-1905, après une rénovation de l'artillerie, l’Amiral Kornilov est doté de 10 canons de 152 mm.
Le pont possédait de 25 à 64 mm d'épaisseur de blindage, le kiosque 76 mm, la salle des chaudières et des machines de 76  à   114 mm.
Avec ses huit chaudières cylindriques et ses machines à triple expansion verticale (TEV), l’Amiral Kornilov se déplaçait à une vitesse maximale de 17,06 nœuds (32 km/h). Sa capacité de réserve de charbon s'élevait à 1 000 tonnes, son équipage se composait de 479 hommes.

## Historique

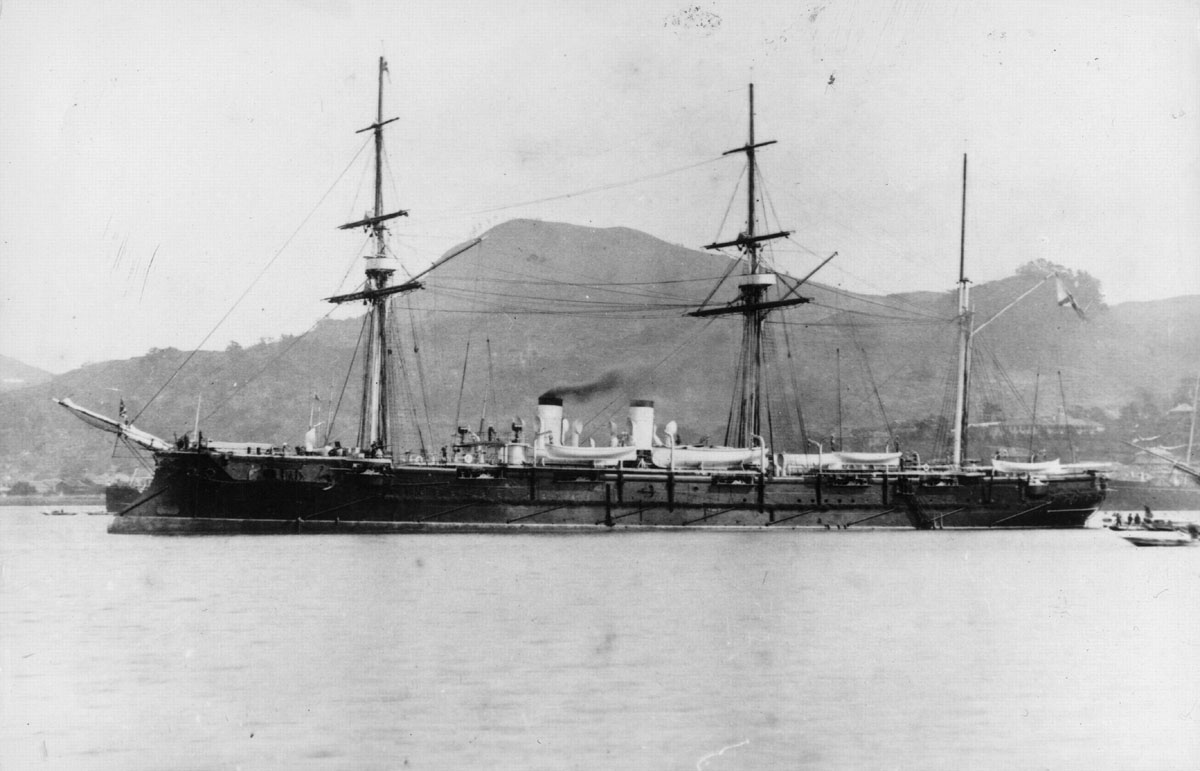

L’Amiral Kornilov sert dans la flotte de la Baltique et dans une escadre du Pacifique, où il appuie les forces navales de la bataille des forts de Taku pendant la révolte des Boxers en juin 1900. En 1908, le croiseur est converti en navire école torpilleur et, en 1911, il est rayé des effectifs de la Marine impériale.
L’Amiral Kornilov est en service en Extrême-Orient, en Méditerranée, en mer Noire et en mer Baltique.

### Sources et bibliographie
- Robert M. Melnik. Le Croiseur de 1re classe « Amiral Kornilov » (1885-1911), Izd Arbuzova, 2007.
- « Le croiseur Amiral Kornilov », Campagne navale no 10 2007